# مکسنس پاروت
مکسنس پاروت (انگلیسی: Maxence Parrot؛ زادهٔ ۶ ژوئن ۱۹۹۴) ورزشکار اسنوبردسواری اهل کانادا است.
وی در مسابقات کشوری و بین‌المللی در مجموع برندهٔ ۸ مدال طلا، ۷ مدال نقره شده‌است.